# فهرست استان‌های ارمنستان بر پایه شاخص توسعه انسانی

نقشه ارمنستان بر پایه شاخص توسعه انسانی در سال ۲۰۱۷. راهنما:

در زیر فهرست استان‌های (مارزر) ارمنستان بر پایه شاخص توسعه انسانی سال ۲۰۱۷ آورده شده‌است که ایروان، پایتخت و بزرگترین شهر ارمنستان نیز شامل آن می‌شود.
| رتبه                   | استان                  | HDI (۲۰۱۷)             | کشورهای قیاس‌پذیر (۲۰۱۷)                        |
| High human development | High human development | High human development | High human development                         |
| ---------------------- | ---------------------- | ---------------------- | ---------------------------------------------- |
| 1                      | ایروان                 | ۰.۷۹۸                  | ایران                                          |
| 2                      | استان کوتایک           | ۰.۷۵۹                  | برزیل                                          |
| 3                      | استان سیونیک           | ۰.۷۵۷                  | جمهوری آذربایجان، لبنان، مقدونیه شمالی         |
| –                      | ارمنستان               | ۰.۷۵۶                  | جمهوری آذربایجان، لبنان، مقدونیه شمالی، تایلند |
| 4                      | استان شیراک            | ۰.۷۵۳                  | الجزایر، چین، اکوادور                          |
| 5                      | استان وایوتس‌جور        | ۰.۷۴۵                  | کلمبیا، سنت لوسیا                              |
| 6                      | استان آراگاتسوتن       | ۰.۷۳۹                  | فیجی، مغولستان                                 |
| 7                      | استان تاووش            | ۰.۷۳۲                  | جامائیکا                                       |
| 8                      | استان آرارات           | ۰.۷۲۸                  | تونگا                                          |
| 9                      | استان گغارکونیک        | ۰.۷۲۴                  | سنت وینسنت و گرنادین‌ها                         |
| 10                     | استان آرماویر          | ۰.۷۲۳                  | سنت وینسنت و گرنادین‌ها                         |
| 11                     | استان لوری             | ۰.۷۲۲                  | سنت وینسنت و گرنادین‌ها                         |